# Antonio Carluccio
Antonio Carluccio, OBE, OMRI (prononcé : [anˈtɔːnjo karˈluttʃo]), né le 19 avril 1937 à Vietri sul Mare (province de Salerne) et mort le 8 novembre 2017 à Londres (Royaume-Uni), est un chef italien, restaurateur et expert gastronomique, qui était établi à Londres.
Il était appelé « le parrain de la gastronomie italienne  », avec une carrière de plus de 50 ans. Il est connu pour ses apparitions à la télévision, y compris son partenariat avec son collègue, le chef italien Gennaro Contaldo et leur série télévisée Two BBC Two Greedy Italians.

## Jeunesse
Antonio Carluccio est né à Vietri sul Mare, province de Salerne, Italie, et est le cinquième de six enfants. Son père était chef de gare, issu d'une famille de relieurs de livres à Bénévent, au nord-est de Naples. Sa mère était Maria Carluccio (née Trivellone).

## Carrière
Carluccio déménage à Vienne à l'âge de 21 ans pour étudier les langues. Il vit en Allemagne de 1962 à 1975 et travaille comme marchand de vin à Hambourg. Il se rend au Royaume-Uni en 1975 pour travailler comme négociant en vins et importer des vins italiens.
Il devient gérant de Terence Conran (son beau-frère) Neal Street Restaurant à Covent Garden à Londres en 1981, et son propriétaire en 1989. Sous la direction de Carluccio, le célèbre chef britannique Jamie Oliver commence sa carrière professionnelle au restaurant Neal Street, qui a fermé ses portes en 2006.
Carluccio a écrit vingt livres sur la cuisine italienne et est apparu à la télévision dans le programme Food and Drink de la BBC et dans sa propre série, Italian Feasts d'Antonio Carluccio, en 1996. En 2011, ses voyages en Italie ont été filmés pour la série de la BBC Two Greedy Italians.
En 2012, il reçoit le prix AA Lifetime Achievement Award et publie son autobiographie, A Recipe for Life.

## Vie privée
Carluccio s'est marié trois fois et chaque mariage s'est terminé par un divorce. Sa troisième épouse était Priscilla Conran la sœur de Terence Conran.

## Mort
Carluccio est décédé le 8 novembre 2017 à l'âge de 80 ans des suites d'une complication après une chute à son domicile.

## Livres
- An Invitation to Italian Cooking (1986)
- A Passion for Mushrooms (1988)
- A Taste of Italy (1989)
- Passion for Pasta (1993)
- Italian Feast (1996)
- Antonio Carluccio's Music and Menus from Italy: Great Italian Arias, Classic Italian Recipes (1996)
- Carluccio's Complete Italian Food (1997)
- Southern Italian Feast (1998)
- The Complete Mushroom Book (2001)
- Antonio Carluccio Goes Wild: 120 Fresh Recipes for Wild Food from Land and Sea (2001)
- Italia (2005)
- Carluccio's Complete A-Z of Italian Food (2007)
- Antonio Carluccio's Simple Cooking (2009)
- My Kitchen Table - Antonio Carluccio: 100 Pasta Recipes (2011)
- Two Greedy Italians (2011) with Gennaro Contaldo
- Two Greedy Italians Eat Italy (2012) with Gennaro Contaldo
- Recipe for Life (2012)
- Antonio Carluccio: The Collection (2012)
- Antonio Carluccio's Pasta (2014)
- Antonio Carluccio Vegetables (2016)